# 田島貴男
田島 貴男（たじま たかお、1966年4月24日 - ）は、日本の歌手、ミュージシャン。東京都大田区出身。福島県立郡山高等学校、和光大学卒業。身長184cm。Original Loveの創設メンバーであり、結成から現在までボーカルを担当し同バンドの顔的存在である。

## 経歴

### 1966年
- 4月24日、東京都大田区に生まれる。

### 1973年
- 会社重役の父親の転勤に伴い、横浜市金沢区へ引越。

### 1978年
- 兵庫県芦屋市へ引越、芦屋市立朝日ヶ丘小学校へ転校。

### 1979年
- 芦屋市立山手中学校へ入学。クラスメイトからの影響で、ビートルズやパンク・ロックに目覚める。
- 作曲を開始、あわせてデモテープ作りも始める。一方で友人たちとバンドを結成、デモテープでは“謎の集団”、ライブでは“空中分解”とそれぞれ名乗った。

### 1981年
- 福島県郡山市へ引越。

### 1982年
- ヤマハポピュラーソングコンテスト東北地区本選大会に福島県代表として出場。

### 1985年
- 4月、和光大学に入学。
- 冬、小里誠(Bass)と知り合う。自作のデモテープをバンドで演奏したいという思いから、田島を中心に、秋山(Ds)・小里(B)と“The Red Curtain”を結成。バンド名はXTCの変名バンドThe Dukes of Stratosphearでコリン・モールディング(Colin Moulding)が使っていた名前から。命名者はXTCのファンだった小里。

### 1986年
- 夏、「もう一人ギターがいたほうがいい」ということになり、小里が高校の同級生、村山孝志(Guitar)を紹介、メンバーとして加入。

### 1987年
- 4月15日、オムニバス・アルバム『ATTACK OF THE MUSHROOM PEOPLE』 (MINT SOUND RECORDS MSR-1004)発売。「Talkin' Planet Sandwich」で参加。
- 7月12日、新宿LOFT（共演 : ザ・ファントムギフト、ワウワウ・ヒッピーズ、ザ・マディ・ランプス）。この日から、より幅広いジャンルの音楽を標榜する姿勢を明確にするためバンド名を“(THE) ORIGINAL LOVE”に改名、バンド名はThe Feeliesのアルバム『Crazy Rhythms』収録曲から。
- 12月、オムニバス・アルバム『MINT SOUND'S CHRISTMAS ALBUM』 (MINT SOUND RECORDS MSR-1008)発売。「X'mas NO HI」で参加。このレコーディング時に、ピチカート・ファイヴの小西康陽と知り会う。

### 1988年
- 2月5日、渋谷 ラ・ママ。会場を訪れた小西がオリジナル・ラヴのライブ終演後、田島にピチカート・ファイヴへの加入を要請する[1]。
- 4月、小西の誘いを受け、オリジナル・ラヴの活動を平行して続けられることを条件に、田島がピチカート・ファイヴへ加入。
- 8月、インディーズからアルバム『ORIGINAL LOVE』 (JALA JALA RECORDS JL-001)発売。ピチカートへの加入により契約上レコードが出せなくなるので、寄せ集めでも形に残そうとの思いからだった。
- 9月21日、ピチカート・ファイヴ、アルバム『Bellissima!』発売。

### 1989年
- 2月25日、『les enfants II』 (POLYDOR H33P-20135)発売。インストゥルメンタル・カヴァーのオムニバス・アルバム、「You Make Me Feel Brand New」で参加。
- 7月21日、ピチカート・ファイヴ、アルバム『女王陛下のピチカート・ファイヴ』発売。

### 1990年
- 初頭、田島がオリジナル・ラヴの活動に専念していくことを表明。秋山がオリジナル・ラヴを離籍。
- 5月21日、ピチカート・ファイヴ、アルバム『月面軟着陸』発売。
- 6月18日、ピチカート・ファイヴ『“cosa nostra pizzicatomafia”コンサート』（草月ホール）、この日をもって田島が“卒業”。
- 6月、小里がオリジナル・ラヴを離籍。ブルー・トニックの元メンバー、木原龍太郎(key)が加入。サポートメンバーとしてザ・ルースターズおよびブルー・トニックの元メンバー、井上トミオ(Bass)が参加。マスコミ配布用のプロモーションCD『KING OF LOVE』をレコーディング。
- 8月、宮田繁男(Drums)加入。
- 9月、森宣之(Sax)加入、メジャーデビュー時のメンバーが揃う。

### 1991年
- 1月25日、『LOVE! LOVE! & LOVE!』レコーディング開始（4月14日まで）。
- 6月14日、1stシングル「DEEP FRENCH KISS」を2曲入り8cmCDと限定盤3曲入り12cmCDの2種類で発売。
- 7月12日、1stアルバム『LOVE! LOVE! & LOVE!』発売。デビュー盤にして、これまでの活動の集大成の意味合いも含む2枚組。

以降はORIGINAL LOVEを参照

## 楽曲提供
1992年
- ちわきまゆみ
  - 恋が途切れてく
- 石田純一
  - 砂金
  - ジゴロ
- クレモンティーヌ
  - Oye Ramón ねぇ、ラモン （作詞：Marcela Mitz、作曲・編曲：田島貴男）
  - Quand Rita danse リタがダンスを踊るとき （作詞：Marcela Mitz、作曲・編曲：田島貴男）
  - A St Tropez サントロペで （作詞：Marcela Mitz、作曲・編曲：田島貴男）
- 本木雅弘
  - THE CRYSTAL
  - BLUE NOTE
- 池田聡
  - ヘヴン （作詞：小西康陽、作曲：田島貴男、編曲：小西康陽、Produced by 小西康陽）
- 井上睦都実
  - 東京タワー （作詞：井上睦都実、作曲・編曲：田島貴男）
- KOiZUMiX PRODUCTION
  - SEXY HEAVEN （作詞：吉田美奈子、作曲・編曲：田島貴男、コーラスアレンジ：吉田美奈子）

1993年
- 井上睦都実
  - 夢で逢いましょう （作詞：井上睦都実、作曲：田島貴男、編曲：ラッセル・フェランテ）

2000年
- V6
  - 野性の花
- heaco
  - Far away 〜終わらない明日へ〜 （作詞：heaco、作曲：田島貴男、produced by タジマタカオ）
  - Sleepless Night （作詞：heaco、作曲：田島貴男、produced by タジマタカオ）

2001年
- キタキマユ
  - ドライブ （words：キタキマユ、music, sound produce：田島貴男）
- Crystal Kay
  - CURIOUS
- 及川光博
  - 特別なひと （作詞：及川光博、作曲・編曲：田島貴男）

2002年
- 藤井隆
  - リラックス

2003年
- SMAP
  - たてながの自由

2004年
- 鈴木雅之
  - ソウル・タトゥー （作詞：松井五郎、作曲・編曲：田島貴男、Produced by 田島貴男）

2007年
- エナメル・ブラザーズ
  - モテるのもラクじゃない (Want More Love) （作詞：松尾潔、作曲・編曲：田島貴男）

2014年
- Negicco
  - サンシャイン日本海（作詞・作曲・編曲：田島貴男、Produced by 田島貴男）

## プロデュース
1993年
- アンナ・バナナ
  - 『High Dive』

2001年
- キタキマユ
  - 『ドゥー・ユー・リメンバー・ミー』

2003年
- bird
  - 『DOUBLE CHANCE』

2004年
- bird
  - 『vacation』

2007年
- bird
  - 「YOU CAN'T HURRY LOVE with 田島貴男」

2017年
- スキマスイッチ
  - 「僕と傘と日曜日 produced by 田島貴男（ORIGINAL LOVE）」

## 参加曲
1992年
- 高野寛 & 田島貴男
  - 「Winter's Tale 〜冬物語〜」

2000年
- クレイジーケンバンド
  - 「ショック療法」 - リミックス
- 『PUNCH THE MONKEY III』
  - 「ルパン愛のテーマ 空想ライヴReMix」 - プロデュース＆ボーカル)
- 中村一義
  - 「メロウ」 - リミックス

2001年
- 東京スカパラダイスオーケストラ
  - 「めくれたオレンジ」 - ゲストボーカル

2002年
- 松任谷由実カヴァー・アルバム『Queen's Fellows』
  - 「時のないホテル」

2004年
- 松任谷由実
  - 『VIVA! 6×7』- 「太陽の逃亡者」 ゲストボーカル

2009年
- Caocao
  - 「個人授業」

2014年
- Negicco
  - 「光のシュプール」 - 編曲

2018年
- エレファントカシマシトリビュート・アルバム『エレファントカシマシ カヴァーアルバム3 〜A Tribute to The Elephant Kashimashi』
  - 「今宵の月のように」
- 椎名林檎トリビュート・アルバム『アダムとイヴの林檎』
  - 「都合のいい身体」

2019年
- 井上陽水トリビュート・アルバム『井上陽水トリビュート』
  - 「クレイジーラブ」 - 編曲＆ボーカル

2025年
- 東京スカパラダイスオーケストラ
  - 「Paradise Has No Border feat. NO BORDER ALL STARS」 - テナーサックス

## 著書
- 田島貴男、能地祐子、田坂圭『ポップスの作り方 田島貴男』リットーミュージック（原著2016年10月24日）。ISBN 978-4845628759。

## テレビ番組
- モグラ・ネグラ （テレビ東京、1992年10月6日 - 1993年2月23日 毎週火曜日 0:40 - 1:50）
- アルファベット2/3（フジテレビ、1992年 毎週火曜日 24:40-25:10）- 「episode I（第9話）」にバスキング役でゲスト出演

## ラジオ番組
- BAY FRONT SHUFFLE（Bay FM）1993年4月4日 - 1995年3月26日
- PULSE OF LOVE（Bay FM）1995年4月1日 - 1995年9月30日
- Original Love SUZUKI SONG FOR LOVERS（TFM）1994年4月3日 - 1996年3月31日
- BURST!（JFN）1999年4月1日 - 2002年3月28日
- アーティスト・プロデュース・スーパー・エディション（JFNC、2022年11月）
- CRUISE CONTROL（FM横浜）1991年11月5日 - 1992年10月27日
- MIGHTY MIGHTY（FM横浜）1998年10月5日 - 1999年3月29日
- LOVE REFLEXIONS!（α-STATION）2021年4月4日 - 2022年3月27日

## CM
- サントリー角瓶（2014年） - CMソング「ウイスキーが、お好きでしょ」カバー歌唱[2]

## エピソード、人柄等
- その音楽性の異常なまでの振れ幅の大きさは、過去を振り返らない性格と、新しい物事に熱中しやすい（多くは長く続かない）性格とに由来するようである。[要出典]
- かつてはケーキ作りに没頭したこともあるほどの甘党であり、コカコーラも好む。オートバイでツーリングするのも趣味。ジョギングすると作曲が進むとも言う。ブルース・スプリングスティーンのファンであることは義務であるとネットで告白する。[要出典]
- つねにカバンいっぱいに10数冊の本を持ち歩く本の虫。本を詰め込まれたカバンの総重量は10kg前後に達するという。田島は、この重たいカバンを持って散歩に出かける。[要出典]
- 岡本太郎の著書『自分の中に毒を持て あなたは"常識人間"を捨てられるか』（青春出版社、1988年）を愛読している。田島は、その本の中で気に入った文章に鉛筆で線を引いているのだが、ほとんどのページの文章に線が引かれていた。[要出典]
- デビュー後10年間はギター以外の楽器をほとんどやらなかったが、2000年リリースの『ビッグクランチ』収録のころにピアノの本格的な練習をしたのを皮切りにサックス、マラカス、トランペットなど、様々な楽器の練習をはじめた。ライブでそれら楽器の演奏を披露する事もある。[要出典]
- ライブで突如体をくねらせ、田島独特のダンスを披露する事がある。もっぱら、観客と田島のテンションが高まった時に見られる。[要出典]
- お笑いタレントの関根勤、俳優の藤岡弘、に似ているとよく言われており、本人も認めているという。[要出典]
- 神奈川県相模原市橋本にある塾（横浜ゼミナール）で英語の講師をしていたことがある。夏休みの単語を覚える合宿で余興としてライブをしていたという。[要出典]
- オリジナル・ラヴの4thアルバム『風の歌を聴け』に収録されている「心」は、当時産まれたばかりの自分の子供について歌った曲だと言われている。また、アルバムのサブタイトルである「CELEBRATE YOUR LIFE」とはその子供に対して贈られた言葉だという。[要出典]
- 2004年から始まった『ほぼ日刊イトイ新聞』の「田島貴男のオレのニュース」以降、田島本来の自由なキャラクターから、別名「番長」とも呼ばれている。[要出典]
- サザンオールスターズのファーストアルバムを聴き、「桑田さん（桑田佳祐）は天才だとしか言いようがない」とツイートしたことがある[3]。
- 近年では自身1人のみによるソロプレイも増えてきており、ボイスパーカッションやギターを叩いてドラムサウンドを表現するスラム奏法などのパーカッション技術も評価されている。
- コロナウィルスの脅威による社会的影響でライブ活動が難しくなった中、「自身のギターを何本か売り、配信機材を揃えた」と本人は述べている。